# رازلیق
رازلیق(در گویش محلی رازلِخ) و در اصل نام این روستا (یازیلیق) می‌باشد که در زبان ترکی به معنای (نوشته) است و دلیل نام‌گذاری وجود سنگ نوشتهٔ اورارتویی در این روستا می‌باشد.
یکی از روستاهای شهرستان سرآب در استان آذربایجان شرقی ایران است. این روستا مرکز دهستان رازلیق در بخش مرکزی شهرستان سرآب است.

در پنج کیلومتری شمال راه سرآب به تبریز قرار گرفته است. ناحیه‌ای است جلگه‌ای با آب و هوای معتدل و نفوس آن ۳۰۰۳ نفر می‌باشد زبان مردم این روستا ترکی آذربایجانی است. این روستا دارای چهار محله اصلی به نام‌های (میسگر، آرا، چای و کیبریت‌لی) است آب آن از چشمه تأمین می‌شود و محصول آن غلاتی مانند گندم است. پیشهٔ ساکنان آنجا زراعت و دامداری است و راه این روستا به صورت آسفالت است.

## اقتصاد
روستای رازلیق با داشتن جاذبه‌های تاریخی بازمانده از عصر باستان، و مناظر طبیعی دست نخورده استعداد بلقوه ای برای تبدیل شدن به یک مقصد مهم گردشگری را داراست.
محصولات حبوبی و غلات و همچنین تولیدات باغی مثل سیب و گوجه سبز در این روستا به عمل می‌آید
اما اصلی‌ترین محصول آن خیار یا خیارشور می‌باشد.
در این روستا کارخانه تولید چیپس نیز موجود است که تمام مواد اولیه آن از محصولات خود روستا تهیه می‌گردد و با ۳۰ کارگر مشغول به کار است.

## فرهنگ بومی
مردمان رازلیقی همگی از نژاد ترکان آذری بوده و به زبان ترکی آذربایجانی با لهجه خاص خود صحبت می‌کنند که حتی با لهجه شهر سرآب متفاوت است، بدینگونه که تلفظ لغات مشابه لهجه اردبیلی بوده و نحوه صرف افعال با لهجه تبریز ادا می‌شود.
آداب و سنت‌های مذهبی رازلیق از زمان گسترش امپراتوری صفوی تا به امروز تقریباً بدون تغییر باقی مانده و رسومات شیعی به خصوص در ماه محرم هر ساله اجرا می‌شود. هرچند در میان نسل جدید مردمان آثاری از بی‌دینی و آتئیسم نیز موجود است.

## کتیبه رازلیق

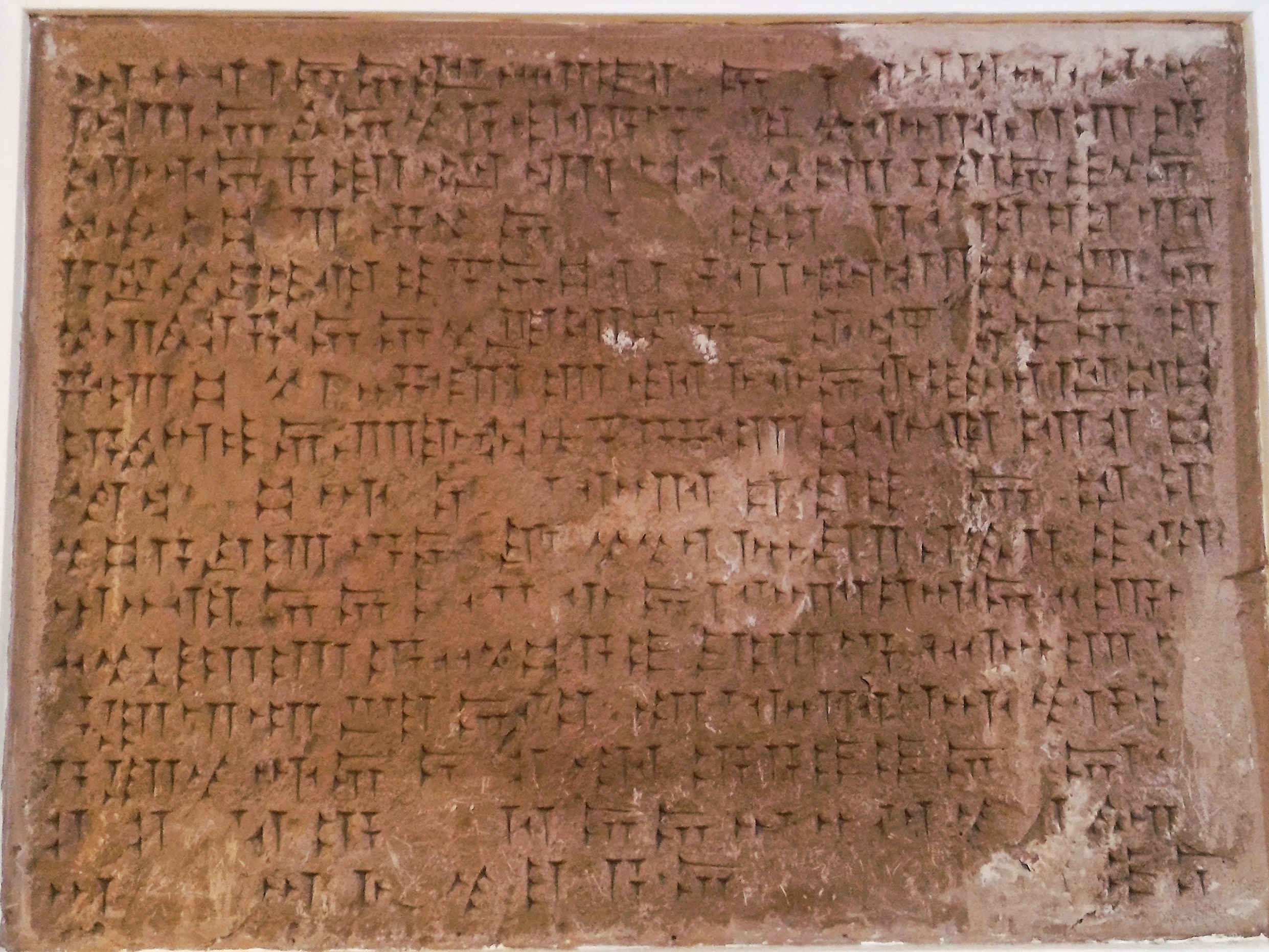
مولاژ سنگ نبشته اورارتوئی رازلیق واقع در موزه آذربایجان.

بر پیشانی کوه بلندی از سلسله کوه‌های شمال سرآب کتیبه‌ای اورارتویی نقر گردیده و به کتیبه رازلیق مشهور است. این کتیبه به خط میخی اورارتویی است و در زیر آن سکویی ایجاد کرده‌اند و برای رسیدن به کتیبه باید از آن بالا رفت. ابعاد کتیبه ۸۰ در ۱۲۰ سانتیمتر است. در کنار کتیبه آثار قلعه‌ای مخروبه به چشم می‌خورد و در گذشته در این محل دژ دفاعی اورارتویی قرار داشته‌است. این کتیبه یادگار آرگیشتی یکم شاه اورارتویی است و متن آن به این قرار است:
بیاری خدای خالدی، آرگیشتی روزاهینلی گوید:
من به سرزمین آریو لشکر کشیدم.
من سرزمین اوئوشو را تسخیر کردم.
من تا کنار رود مونا رسیدم و از آنجا بازگشتم.
من سرزمین گیردو؟، گتوها؟ و توایشیدو را تسخیر کردم.
شهر روتومنی؟ را من گرفتم.
سرزمینهایی را که من تسخیر کردم تحت سلطه و باج خود قرار دادم.
این قلعه را به زور گرفتم و دوباره آن را ساختم.
من آن را به آرگیشتی ایردو نامگذاری کردم.
تا بخاطر یاری بیا اونی=اورارتو.
برای مطیع ساختن سرزمینهای دشمن.
به یاری و عظمت خدای خالدی و آرگیشتی بزرگ.
شاه جهان، شاه شاهان، شاه شهر توشپا
آرگیشتی گوید: هر کس نام مرا محو کند، یا به این نوشته خسارتی رساند.
امیدوارم خدای خالدی (ته‌ای شیا) و (شیوانی) او را از این گردون براندازد.

## قلعه رازلیق
قلعه رازلیق در شمال، ۱۱ کیلومتری شهر سرآب و یک کیلومتری غرب روستای دیزج سفید کنار رودخانه رازلیق چای قرار دارد. سنگ نبشته در روی صخره‌ای از سنگ خارا در دره رودخانه پسلر روبه جنوب واقع است. کتیبه اورارتویی رازلیق بر یک صخره نقر شده و تا کنون کاوش‌های علمی باستان‌شناسی در این قلعه به صورت کامل انجام نشده‌است.
قلعه رازلیق به موقعیت جغرافیایی شهرستان سرآب ـ دهستان رازلیق پنج کیلومتری شمال این روستا و به شماره ۲۲۵۴۲ سال ۱۳۸۷ در فهرست آثار ملی به ثبت رسید این قلعه که قدمت آن‌ها مربوط به هزاره اول قبل از میلاد و قرون میانه اسلامی می‌رسد مربوط به استقرار دوره اورارتو می‌باشد.
برای دستیابی به این کتیبه تاریخی باید از روستای رازلیق عبورکرده و به روستای دیزج سفید رسید. درگذشته پلکانی در پای آن تعبیه گردیده بود که به مرور زمان از بین رفته وفقط چند پله ویران باقی‌مانده‌است. پس از آن صفحه‌ای طبیعی به چشم می‌خورد که در ارتفاع ۳ متری آن کتیبه رازلیق به ابعاد ۸۲*۱۱۰ سانتیمتر در شانزده سطر حاوی فرمان ارگیشتی دوم فرزند (روسا) پادشاه اورارتور قرار گرفته‌است.